# Гражданство Армении
Гражданство Армении — устойчивая правовая связь лица с Арменией, выражающаяся в совокупности их взаимных прав и обязанностей.
Гражданство Армении в основном базируется на принципе jus sanguinis. Закон о гражданстве был принят 6 ноября 1995 года, а в 2007 году в Армении было разрешено двойное гражданство.

## Приобретение гражданства Армении
Гражданство Армении приобретается:
1. через признание гражданства;
2. по рождению;
3. вследствие принятия в гражданство;
4. в результате восстановления в гражданстве;
5. вследствие группового принятия в гражданство;
6. вследствие усыновления гражданами Армении;
7. по другим основаниям, предусмотренным международными договорами Армении[1].

Согласно Конституции, Армения предоставляет право на гражданство армянам, проживающим за рубежом.

### Приобретение гражданства Армении по рождению
Гражданином Армении по рождению является:
- лицо, оба родителя которого на момент его рождения были гражданами Армении;
- лицо, один из родителей которого на момент его рождения был гражданином Армении, в то время как второй родитель неизвестен или является лицом без гражданства.

### Признание гражданства Армении
Гражданами Армении признаются:
- бывшие граждане Армянской ССР, постоянно проживающие на территории Армении, которые до принятия Конституции не приобрели гражданства другого государства или отказались от этого гражданства;
- бывшие граждане других республик СССР или лица без гражданства, постоянно проживающие на территории Армении и подавшие заявление на получение гражданства Армении до 31 декабря 2003 года;
- бывшие граждане Армянской ССР, которые проживают за пределами Армении и не приобрели гражданства другого государства.

### Принятие в гражданство Армении
Лицо, не имеющее гражданства Армении, может быть принято в гражданство при следующих условиях:
- возраст не менее 18 лет;
- постоянное проживание на территории Армении на законных основаниях не менее 3 лет;
- владение армянским языком;
- знание Конституции Армении.

Гражданство Армении может быть предоставлено без соблюдения условия проживания в Армении не менее 3 лет, в следующих случаях:
- брак с гражданином Армении или рождение ребёнка, второй родитель которого является гражданином Армении;
- один или оба родителя претендента на гражданство имели гражданство Армении в прошлом или родились на территории Армении и подали заявление на получение гражданства Армении в течение 3 лет после достижения 18 лет;
- армянское происхождение и проживание на территории Армении.

Лицо, принимающее гражданство Армении, должно прочитать текст присяги на армянском языке и подписать его.

## Двойное гражданство
Двойное гражданство было разрешено в Армении 26 февраля 2007 года.

### Военная служба
В большинстве случаев лица, имеющие двойное гражданство, не освобождаются от призыва на военную службу. Гражданин иностранного государства, принявший гражданство Армении, освобождается от обязательной военной службы, если до принятия гражданства Армении служил в вооружённых силах иностранного государства не менее 12 месяцев или проходил альтернативную гражданскую службу не менее 18 месяцев, за исключением государств, определённых Правительством Республики Армения.

## Статус резидента
Армения позволяет иностранным гражданам получать статус резидента сроком на 10 лет. Он предоставляется иностранным гражданам армянского происхождения, а также другим лицам, которые оказали значительные услуги армянскому государству и нации и/или занимаются экономической и культурной деятельностью в Армении.
Лицам, получившим статус резидента, выдаются специальные армянские паспорта и больше не требуются въездные визы для поездок в Армению. Находясь в Армении, резиденты пользуются полной защитой законодательства Армении, а также обладают всеми правами и обязанностями граждан Армении, за исключением права голосовать и баллотироваться на выборах и вступать в политические организации. Резиденты освобождены от военной службы в Вооружённых силах Армении. Специальный паспорт, однако, не отменяет визовые требования для других государств, которые обеспечивают безвизовый режим для владельцев армянского паспорта. Для поездки в эти страны требуется, чтобы обладатель специального паспорта использовал паспорт государства, гражданином которого он является.
Лица, пережившие геноцид армян, получают специальные паспорта в упрощённом порядке, при этом плата за подачу заявления не взимается.

## Визовые ограничения
В 2017 году граждане Армении имели безвизовый режим или визу по прибытии в 58 странах и территориях. В соответствии с индексом паспортов армянский паспорт занял 78-е место по свободе путешествий.